# إبطو
إبطو، قرية تابعة للوحدة المحلية لقرية العجوزين، التابعة لمركز دسوق التابع لمحافظة كفر الشيخ في جمهورية مصر العربية.

## التاريخ
قرية إبطو من القرى القديمة، واسمها الأصلي وقت الفتح الإسلامي لمصر بوتو (بالإنجليزية: Bouto)‏، وقد وردت باسم بطوا في أعمال الغربية ضمن قرى الروك الصلاحي التي أحصاها ابن مماتي في كتاب قوانين الدواوين، كما وردت باسم ابطو في أعمال الغربية ضمن قرى الروك الناصري التي أحصاها ابن الجيعان في كتاب «التحفة السنية بأسماء البلاد المصرية». وفي العصر العثماني كان اسمها في تربيع سنة 933هـ/1527م الذي أجراه الوالي العثماني سليمان باشا الخادم في عصر السلطان العثماني سليمان القانوني إبطو ضمن قرى ولاية الغربية، وفي تاريخ 1228هـ/1813م الذي عدّ قرى مصر بعد المسح الذي قام به محمد علي باشا باسم إبطو ضمن قرى مديرية الغربية.

## السكان
حسب إحصاءات عام 2006، بلغ عدد سكان إبطو 7,409 نسمة، منهم 3,738 ذكر و3,671 أنثى.

## توابع القرية
لها 8 توابع من عزب وكفور ونجوع:
- خليل القصاص
- جميلة حسن حلمي
- جوانيدس
- سوريال
- باز
- عبد الحليم محمود
- موسى
- السحماوي